# Condado de Ouray
O Condado de Ouray é um dos 64 condados do Estado americano do Colorado. A sede do condado é Ouray, e sua maior cidade é Ouray. O condado possui uma área de 1 404 km² (dos quais 5 km² estão cobertos por água), uma população de 3 742 habitantes, e uma densidade populacional de 3 hab/km² (segundo o censo nacional de 2000). O condado foi fundado em 18 de janeiro de 1877.